# Dr Chau Chak Wing Building

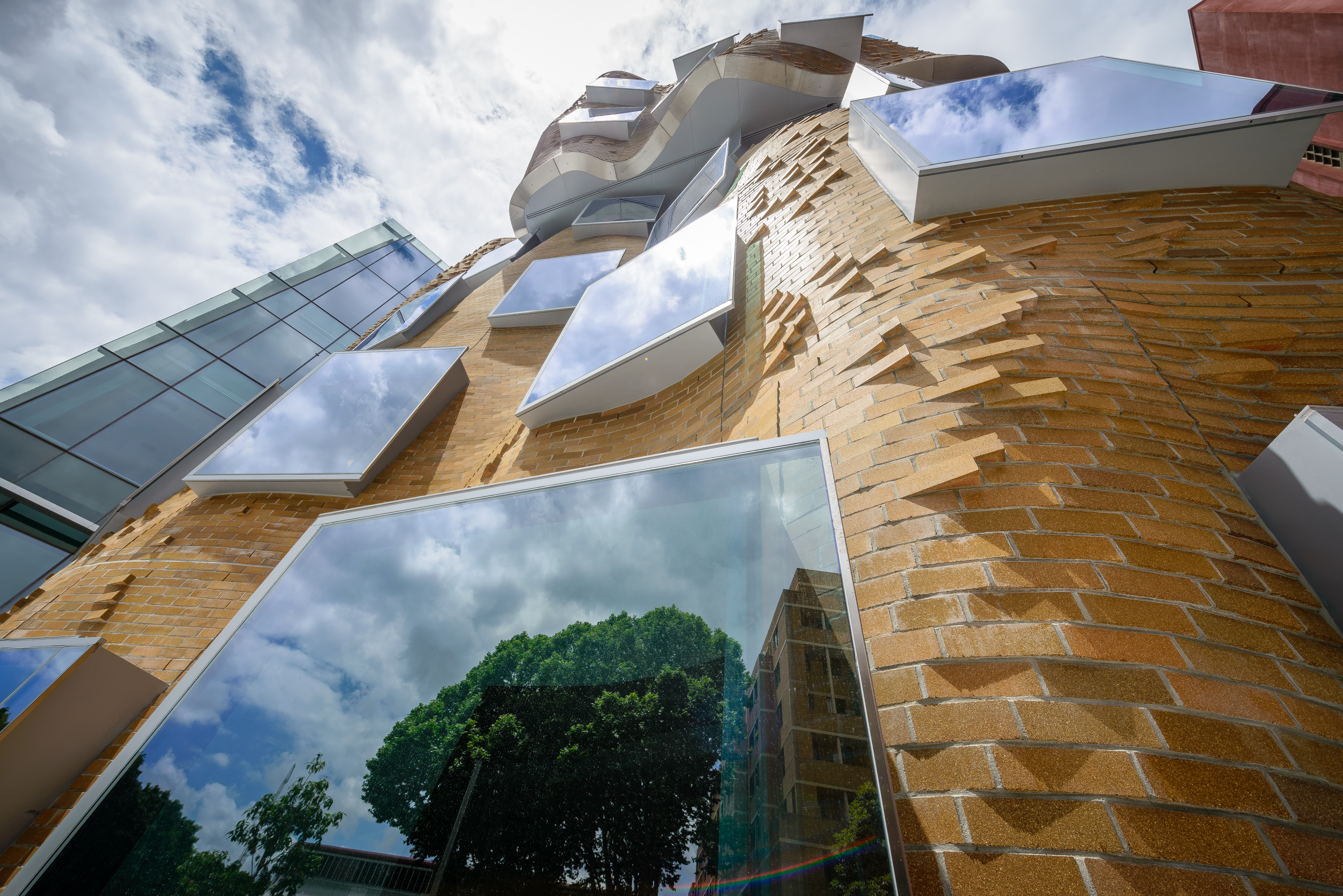
De Dr Chau Chak Wing Building

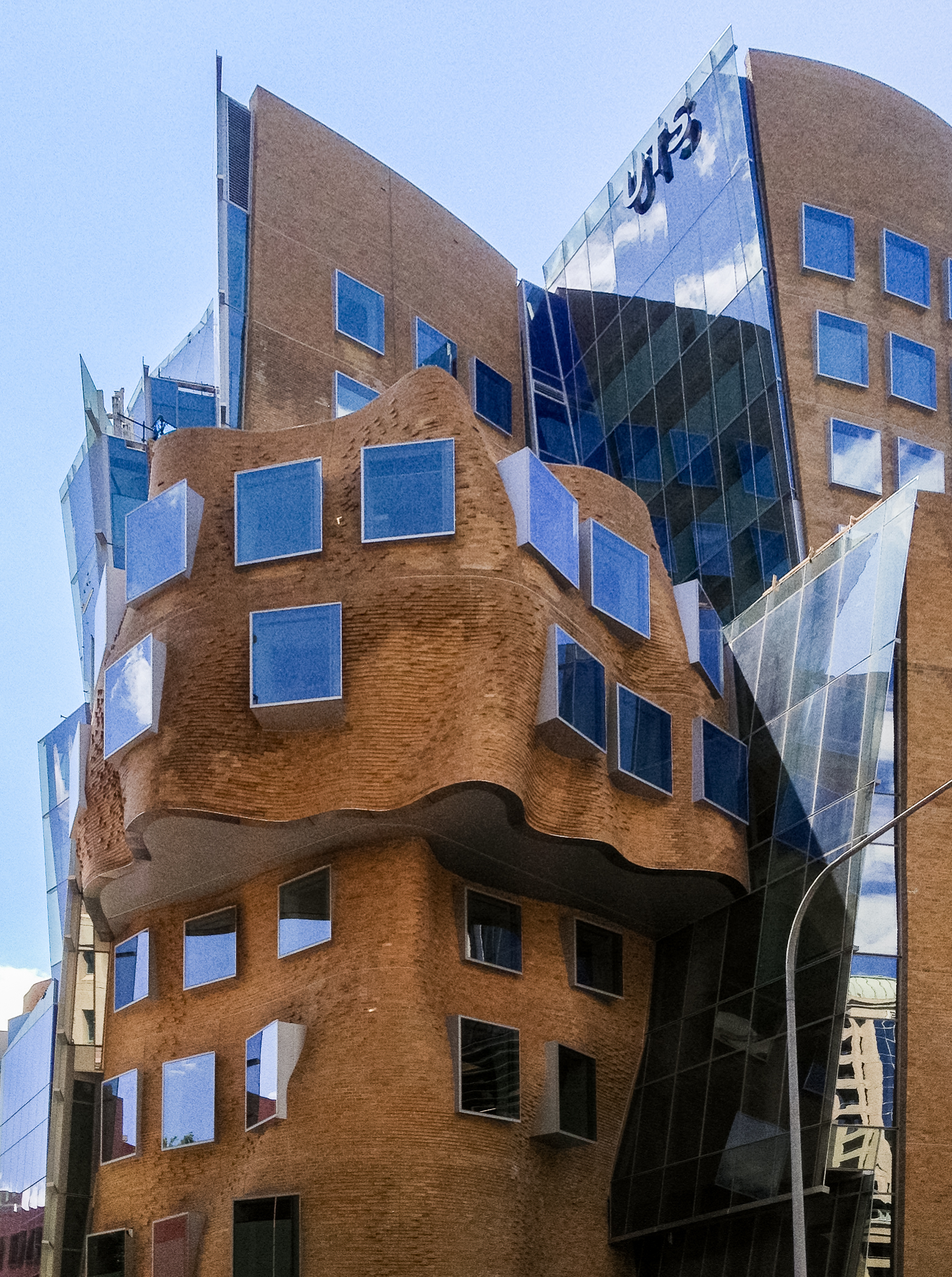

De Dr Chau Chak Wing Building is een gebouw van de University of Technology Sydney (UTS). Het is gelegen in Ultimo, een wijk in Sydney, de hoofdstad van de deelstaat New South Wales in Australië.
Het bouwwerk is het eerste gebouw van de Canadese architect Frank Gehry in Australië. De bouw liep van de winter van 2012 tot november 2014 en het gebouw werd op 2 februari 2015 plechtig in gebruik genomen. Er zijn 12 verdiepingen en het gebouw heeft een oppervlakte van 16.030 m², voornamelijk ingevuld met aula's en leslokalen voor de UTS Business School. Het is onderdeel van de Haymarket Campus van de University of Technology Sydney.
Het gebouw is genoemd naar zijn financier, de Australische zakenman van Chinese afkomst, Chau Chak Wing, die 20 miljoen Australische dollar schonk aan de universiteit.